# Portretul unei prințese d'Este
 Portretul unei prințese d'Este  este un tablou de Pisanello reprezentând o tânără femeie văzută din profil, a cărei siluetă se detașează pe un fond de flori și de fluturi. Tabloul este păstrat la Muzeul Luvru din Paris. Tabloul are dimensiunile de 43 cm × 30 cm, tempera pe lemn. 

## Elemente istorice
Tabloul a fost achiziționat prin 1860 de consulul german la Paris, Felix Bamberg. Charles Picard l-a vândut Muzeului Luvru, în 1893, pentru suma de treizeci de mii de franci. Mai întâi, a fost considerat ca fiind o operă a pictorului Piero della Francesca. Adolfo Venturi a fost primul, în 1889, care a publicat tabloul ca fiind o operă a lui Pisanello. Această atribuire este unanimă, în prezent.

## Subiect
Vederea din profil, proprie reprezentărilor medievale a figurilor nobililor, este utilizată pentru această figură care va fi identificată ca una din prințesele timpului atât pentru subiect cât și pentru model.

## Analiză
Problema identității modelului rămâne deschisă. Adolfo Venturi, primul, a recunoscut motivul brodat pe țesătura care acoperă umărul tinerei femei, un vas cu toartă dublă. Este vorba despre emblema gravată de Pisanello pe medaliile cu efigia lui Niccolò al III-lea d’Este. El a identificat, prin urmare, modelul ca fiind una din fiicele lui Niccolò al III-lea d’Este.
Printre fiicele lui Niccolò al III-lea, două nume revin mai des, Lucia d’Este (1419-1437) și sora sa geamănă, Ginevra d’Este (1419-1440). Pentru a sprijini ipoteza Luciei d’Este, putem să ne bazăm pe asemănarea între modelul tabloului lui Pisanello și portretul Luciei d’Este aflat pe o miniatură care îi reprezintă pe fiecare din membrii casei d’Este. Partizanii Ginevrei d’Este amintesc de o rămurică de ienupăr pictată pe răscroiala gulerului rochiei, și care ar trimite la prenumele său, Ginevra (în italiană ginepro: „ienupăr”).
O a treia ipoteză trimite la Margherita Gonzaga, soție a lui Leonello d’Este, din 1434 până în 1440. Ienupărul poate și ei să-i fie asociat. Ea și-a făcut intrarea în Ferrara, pe o alee acoperită cu ienuperi plantați. Pe de altă parte, culorile hainelor sunt cele ale casei de Gonzaga: alb, roșu, verde.
Probabil, tabloul i-a fost comandat lui Pisanello la moartea modelului, fie că este vorba de Lucia d’Este, decedată în 1437, de Ginevra d’Este, decedată în 1440 (se pare că tânăra femeie, măritată la 14 ani cu Sigismondo Malatesta, senior de Rimini, a fost otrăvită de acesta pentru a se putea căsători cu o altă femeie, Polissena Sforza.) sau de Margherita Gonzaga, decedată tot în 1440. Căldărușa și garoafa sunt simboluri ale morții și ale durerii. Mai mult, limba greacă folosește același cuvânt, Ψυχή, citit [psihé], pentru a desemna fluturii și sufletul.